# 生命工程
《生命工程》是由科学家邓新篪，在1990年代提出来的新建项目。当时，由于吨位（权限）问题的缘故，国际上没有科学家敢创建此项目，唯独是邓新篪博士，以坚强的毅力，克服重重困难，创立了《生命工程》。生命工程学是一门以生物（人类）生命为主的工程项目，内容是用大自然的生命资源，对生物（人类）生命进行全面开发、优化和修复的专业工程。